# Muscolo tensore del vasto intermedio
Il tensore del vasto intermedio è un muscolo della regione anteriore della coscia. Si trova tra il vasto intermedio e il vasto laterale. La struttura era già stata segnalata, ma non è stata descritta né illustrata in alcun libro di testo. Il termine tensore del vasto intermedio gli è stato dato da Grob e altri nel 2016.
Secondo il gruppo di ricercatori svizzeri che l'ha identificato, gli altri ricercatori non se ne sono accorti prima perché si tratta di un'area poco toccata da operazioni chirurgiche, quindi non studiata come si deve. Inoltre il vasto laterale, intermedio e il TVI sono molto vicini e coperti da un complesso di nervi e vasi sanguigni.
Si presume che il TVI possa avere una funzione importante nel controllo della patella, bilanciandola, oppure contribuire nell'azione del vasto intermedio, creando tensione; da questo il nome tensore del vasto intermedio. 
Ogni paziente possiede differenze anatomiche, ad esempio, fra la gamba destra e quella sinistra.
È stato notato che il 42% presentava un TVI che non si univa con altri tendini, il 23% dei tendini TVI condivideva un aponeurosi col vasto intermedio, 19% col vasto laterale, 15% con entrambi i vasti (laterale e intermedio).

## Anatomia
Il muscolo tensore del vasto intermedio origina dalla parte prossimale del femore, in particolare dalla parte anteriore del grande trocantere. Il muscolo è situato anteriormente rispetto al vasto intermedio, ma è profondo rispetto al retto femorale. La parte tendinea è strettamente correlata e talvolta si fonde con l'aponeurosi del vasto intermedio. Distalmente si unisce al tendine del quadricipite e si inserisce nella parte mediale della rotula.  È innervato dal nervo femorale e viene irrorato dall'arteria circonflessa laterale del femore.

### Tipologie
Questo muscolo presenta caratteristiche comuni a tutte e cinque le tipologie morfologiche: il tipo indipendente, il tipo VI, il tipo VL, il tipo comune e il tipo a due ventri. Il tipo indipendente del tensore del vasto intermedio, il più frequente, ha il tendine situato tra il vasto intermedio e il vasto laterale. Per il tipo VI e il tipo VL la parte tendinea del muscolo è integrata rispettivamente nella fascia del vasto intermedio e del vasto laterale. Per il tipo comune ha un'unica origine tra la linea intertrocanterica e il grande trocantere. Infine, è possibile trovare il muscolo con caratteristiche legate alla tipologia a due ventri.

## Funzioni
Il tensore del vasto intermedio si allunga sull'aponeurosi del vasto intermedio e media la sua azione. Agisce, inoltre, come secondo flessore della coscia, in aggiunta al tensore della fascia lata.